# San Pedro Comitancillo
San Pedro Comitancillo là một đô thị thuộc bang Oaxaca, México. Năm 2005, dân số của đô thị này là 3858 người.